# Олаф Олафссон
Оулавюр Йоуханн Оулафссон (исл. Ólafur Jóhann Ólafsson), известный как Олаф Олафссон (англ. Olaf Olafsson; род. 26 августа 1962, Рейкьявик) — исландский писатель, живущий в США. Пишет на исландском и английском языках. Известен по работе в компании Sony, где руководил разработкой игровой приставки PlayStation.

## Биография
Родился 26 сентября 1962 года в Рейкьявике, столице Исландии. Сын Анны Йоунсдоуттир (Anna Jónsdóttir) и писателя Оулавюра Йоуханна Сигюрдссона (Ólafur Jóhann Sigurðsson).
По стипендии Винов (Wien International Scholarship Program, WISP) изучал физику в частном Брандейском университете.
В 1986 году дебютировал сборником повестей «Девять ключей» (Níu lyklar).
В 1988 году опубликовал первый роман «Рынок богов» (Markaðstorg guðanna).
В 1991 году вышел второй роман «Отпущение грехов» (Fyrirgefning syndanna). В 1994 году роман вышел в Нью-Йорке на английском языке в авторском переводе под названием Absolution. Это издание принесло писателю известность в США и Европе. Роман рассказывает об исландце Пьетюре Пьетюрссоне, выдавшем из ревности соперника во время оккупации нацистской Германией. После войны Пьетюр Пьетюрссон переезжает в США и становится миллионером, ведущим одинокий и замкнутый образ жизни.
В 1994 году выходит роман «Праздник улиток» (Sniglaveislan), а в 1996 году — «Владыка мира» (Lávarður heims).
В 2022 году вышел роман «Прикосновение». Режиссёр Балтазар Кормакур экранизировал роман «Прикосновение». Сценарий написали Балтазар Кормакур и Оулав Оулафссон. Премьера фильма «Прикосновение» состоялась в 2024 году. Фильм выдвинут на премию «Оскар» за лучший фильм на иностранном языке на 97-й церемонии вручения премии.

## Личная жизнь
Живёт в Нью-Йорке с женой Анной Оулафсдоуттир (Anna Ólafsdóttir) и тремя детьми.